# 釜揚げ

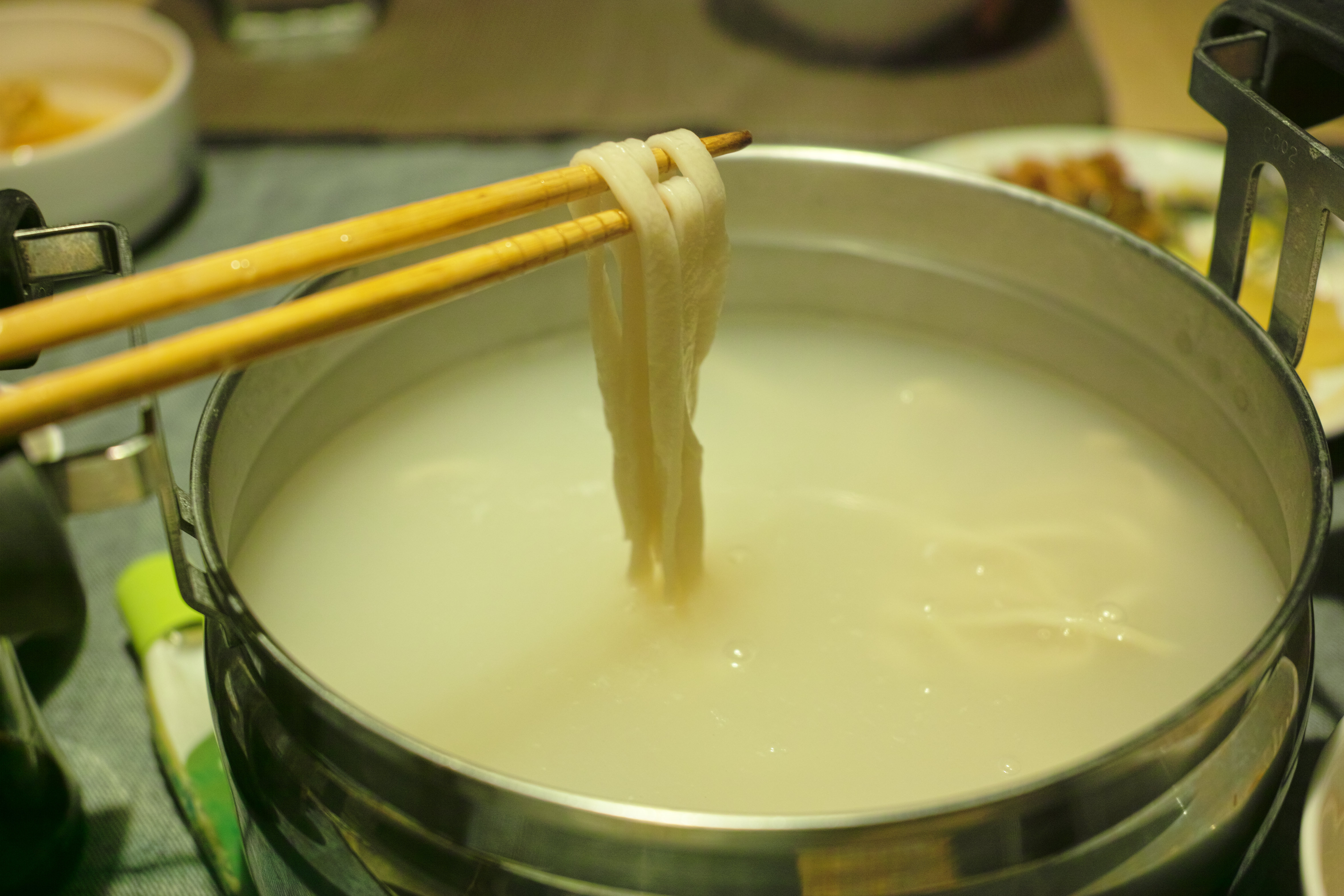
手打ちうどん釜揚げ

釜揚げ（かまあげ）とは、茹であがったまま何も手を加えない食材の事を指す。

## ちりめんじゃこ・桜えび ・いかなご
一般に「釜揚げ」の状態で食される物としては、『ちりめんじゃこ』と呼ばれる、かたくちいわし（せぐろいわし）の稚魚を大釜の塩水で茹であげたものが知られる。これをさらに天日で干したものが、関東で呼ばれる『シラス干し』であるが、シラス干しが濃い灰色で、堅いのに対し、釜揚げしらすは、明るい灰色でかなり柔らかい。そのため日持ちは極端に悪く、冷蔵庫でも数日くらいである。そのまま二杯酢や三杯酢をかけて食べたり、海鮮サラダなどに入れて用いる。
このほか、静岡県特産の桜えびも、地元では釜揚げにしたものをわさび醤油で食すことが一般的である（全国に流通する際は、生の桜えびを冷凍するか、シラス干し同様釜揚げにした物を天日乾燥させた干し桜えびで流通される）。
兵庫県明石市周辺では毎年3月頃になるとイカナゴを釘煮（佃煮）や釜揚げにして食す。

## うどん・そば
うどんを茹でただけで、冷水で洗って（締めて）いない状態のものを「釜揚げうどん」という。
通常、うどんは茹で上がった麺を冷水で締めたものを再度温め直して供されるが、釜揚げのうどんは冷水で締めたうどんとは異なる、独特のもちもちとした食感を楽しむことが出来る。
宮崎県や徳島県では比較的ポピュラーな食べ方の一つであり、近年では釜揚げうどんに生卵を落として生醤油で食する「釜玉うどん」も広まっている。
そばを釜揚げで食するケースは少ないが、島根県出雲地方ではゆで汁ごとよそった釜揚げのそばに濃いめのだしを入れて食すこともある。